# Dogliola
Dogliola är en ort och kommun i provinsen Chieti i regionen Abruzzo i Italien. Kommunen hade 335 invånare (2018).